# 莫亚诺
莫亚诺（義大利語：Moiano），是意大利贝内文托省的一个市镇。总面积20.2平方公里，人口4146人，人口密度205.2人/平方公里（2009年）。ISTAT代码为062040。